# Broadcast Signal Intrusion
Broadcast Signal Intrusion (Intrusión de la señal de transmisión) es una película estadounidense de suspenso inspirada por el género neo-noir de 2021 dirigida por Jacob Gentry. La película se centra en un hombre que investiga el fenómeno de las intrusiones de señales de transmisión televisivas.

## Sinopsis
En 1999, mientras archiva videocintas de transmisiones de televisión de la década de los 1980's, el archivero de videos James descubre un videoclip surrealista e inquietante que cree que es producto de un misterioso pirateo de señales de transmisión (Intrusión de la señal de transmisión, IST). Su descubrimiento da un giro siniestro cuando rastrea más IST similares que le llevan a una misión obsesiva alrededor de los videos, que podrían ser pistas de un crimen más allá de toda comprensión. Mientras sigue buscando, James descubre una posible conspiración que podría estar relacionada con la desaparición de varias mujeres, incluida su esposa Hannah.

## Elenco
- Harry Shum Jr. como James
- Chris Sullivan como Phreaker

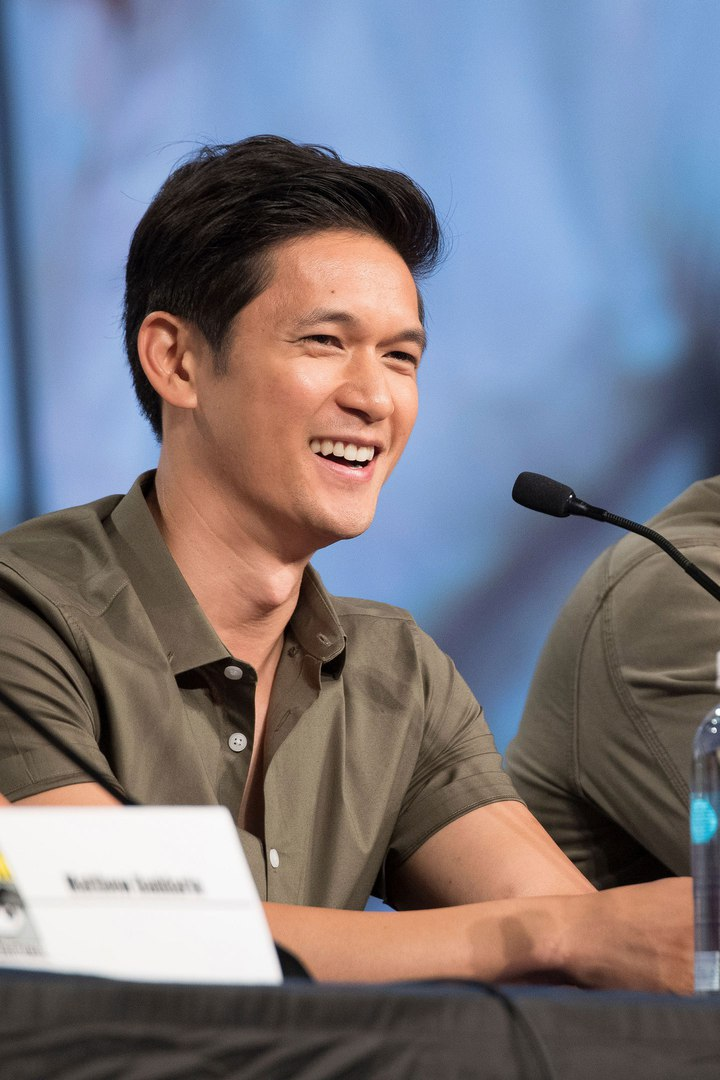
Harry Shum Jr. es James.

- Steve Pringle como el Dr. Stuart Lithgow
- Justin Welborn como Michael
- Kelley Mack como Alice
- Jennifer Jelsema como Nora
- James Swanton como Sal-E Sparx
- Michael B. Woods como MacAlister
- Arif Yampolsky como Chester
- Madrid St. Angelo como propietario

## Producción
El director Jacob Gentry estaba intrigado por la premisa de la película al leer el guion, ya que encontró fascinantes las intrusiones en las señales de transmisión. Gentry ha declarado que creepypastas y videos como Tara the Android fueron inspiraciones para la película, al igual que las intrusiones de señales de transmisión en la vida real, como el secuestro de señales de Max Headroom en 1987 y las películas de Alan J. Pakula "Klute", "The Parallax View" y "All The President's Men".

## Estreno
Broadcast Signal Intrusion se estrenó el 16 de marzo de 2021 en el South by Southwest Film Festival. Posteriormente, la película se proyectó en múltiples festivales, incluido el Fantasia Intertnational Film Festival en Canadá, el London FrightFest Film Festival en el Reino Unido y el Sitges Fim Festival en España.
La película tuvo un lanzamiento limitado en cines y VOD en los EUA el 22 de octubre de 2021.

## Recepción
Broadcast Signal Intrusion tiene una calificación del 77% en Rotten Tomatoes, según 39 reseñas, y el consenso de los críticos afirma que "Broadcast Signal Intrusion se esfuerza por resolver satisfactoriamente su configuración, pero durante gran parte de su tiempo de ejecución, ofrece una intrigante y bien actuada diversión para los fanáticos del terror". Los elementos comunes de elogio se centraron en la atmósfera de la película, que fue elogiada por medios como Variety y RogerEbert.com. La actuación de Harry Shum Jr. también fue objeto de elogios con frecuencia. El sitio web de terror Bloody Disgusting calificó la película en 2 1/2 de 5 calaveras, escribiendo que "lleva sus influencias cinematográficas en sus mangas, entregando un misterio muy estilizado que suena hueco".
Alexandra Heller-Nicholas, de Alliance of Women Film Journalists, señaló que "esta película no es un misterio claro y legible sobre una persona desaparecida, ya que sus ambiciones son mucho, mucho mayores que eso: es una película sobre el dolor, la obsesión y nuestra susceptibilidad a las teorías de la conspiración para llenar el vacío en un momento en que el vacío reina supremo. Y en este frente, Broadcast Signal Intrusion - con todas sus ambigüedades, es a la vez única y gratificante, aunque sólo sea para una audiencia más exigente que no quiere o necesita que se les alimenten con cuchara sus temas". 